# Лев VI Мудрий
Лев VI Мудрий чи Філософ (грец. Λέων ΣΤ΄ ὁ Σοφός, ὁ Φιλόσοφος, 19 вересня 866 — 11 травня 912) — імператор Візантії з 886 по 912 роки.
Матір'ю Лева була Євдокія Інґеріна, в минулому наложниця імператора Михайла ІІІ, а потім дружина імператора Василія І. Стосунки між батьком і сином були дуже напруженими. Хоча припускають, що Лев був сином Михайла ІІІ, однак це твердження не має достатньо аргументів. Лев бере участь у 883 році у заговорі проти Василія І і у 886 році його через це заарештовують.
По смерті Василія Лев вступає на трон та управляє імперією із своїм братом Александром, хоча фактична влада належала лише йому.
У зовнішній політиці напружені стосунки з болгарами привели до війни в якій Візантія отримує ряд поразок, найбільша з яких була у 896 році. Після неї Лев був змушений укласти з болгарами мирний договір і платити данину.
У 907 році пробуючи зробити для себе привілеї у торгівлі на Візантію нападає великий князь київський Олег. У 911 році таки Візантія укладає торговий договір з Києвом. Обставини нападу та умови договору проте не згадуються у візантійських хроніках.
Проти арабів Візантія також втрачає силу: 902 року втрачена Таорміна в Сицилії внаслідок чого втрачено і контроль над морем у цьому регіоні. У 911 Лев пробує відвоювати цю територію і готує велику армію. Однак наступ не вдався. Після поразки Лев захворів і помер. Оскільки його син Костянтин ще був дитиною, фактичним імператором стає його брат Олександр.